# Lucas Vilar
Lucas Conceição Vilar (* 10. März 2001 in Limeira) ist ein brasilianischer Leichtathlet, der sich auf den Sprint spezialisiert hat. 2023 siegte er über 400 Meter bei den Panamerikanischen Spielen in Santiago.

## Sportliche Laufbahn
Erste Erfahrungen bei internationalen Meisterschaften sammelte Lucas Vilar im Jahr 2018, als er bei den U18-Südamerikameisterschaften in Cuenca in 21,34 s die Goldmedaille im 200-Meter-Lauf gewann und in 48,32 s die Silbermedaille über 400 Meter gewann. Zudem siegte er in 41,33 s mit der brasilianischen 4-mal-100-Meter-Staffel. Anschließend startete er über 200 Meter bei den Olympischen Jugendspielen in Buenos Aires und gewann dort die Bronzemedaille. Im Jahr darauf siegte er in 20,71 s über 200 Meter bei den U20-Südamerikameisterschaften in Cali und gewann auch mit der Staffel in 40,30 s die Goldmedaille. Anschließend gewann er bei den U20-Panamerikameisterschaften in San José in 20,70 s die Bronzemedaille über 200 Meter und gewann auch im Staffelbewerb in 39,42 s Bronze. 2021 gewann er dann in 20,62 s die Silbermedaille über 200 Meter bei den Südamerikameisterschaften in Guayaquil hinter seinem Landsmann Felipe Bardi dos Santos. Anschließend nahm er über 200 m an den Olympischen Spielen in Tokio teil und schied dort mit 21,31 s in der ersten Runde aus. Daraufhin gewann er bei den U23-Südamerikameisterschaften in Guayaquil in 20,99 s die Bronzemedaille über 200 m hinter dem Ecuadorianer Anderson Marquinez und seinem Landsmann Lucas da Silva. Anfang Dezember gewann er bei den erstmals ausgetragenen Panamerikanischen Juniorenspielen in Cali in 20,59 s die Silbermedaille über 200 m hinter Anderson Marquinez aus Ecuador und siegte in 39,21 s in der 4-mal-100-Meter-Staffel.
2022 startete er über 200 Meter bei den Weltmeisterschaften in Eugene und schied dort mit 20,65 s in der ersten Runde aus. Ende September gewann er bei den U23-Südamerikameisterschaften im heimischen Cascavel in 46,77 s die Bronzemedaille im 400-Meter-Lauf hinter dem Argentinier Elián Larregina und seinem Landsmann Douglas Mendes. Zudem sicherte er sich in 3:05,44 min die Silbermedaille in der 4-mal-400-Meter-Staffel hinter dem Team aus Argentinien. Kurz darauf erreichte er bei den Südamerikaspielen in Asunción das Finale über 200 Meter, ging dort aber nicht mehr an den Start. Im Jahr darauf nahm er an den Panamerikanischen Spielen in Santiago de Chile teil und siegte dort in 45,77 s über 400 Meter. 2024 gewann er bei den Hallensüdamerikameisterschaften in Cochabamba in 47,33 s die Silbermedaille hinter dem Argentinier Elián Larregina und anschließend schied er bei den Hallenweltmeisterschaften in Glasgow mit 47,92 s im Vorlauf aus. Im Mai wurde er bei den World Athletics Relays in Nassau in 3:01,86 min Erster im C-Lauf der 2. Qualifikationsrunde für die Olympischen Spiele und sicherte damit Brasilien einen Startplatz. Kurz darauf trat er bei den Ibero-Amerikanischen Meisterschaften in Cuiabá im Finale über 400 Meter nicht mehr an. Im August verpasste er bei den Olympischen Sommerspielen in Paris mit 3:00,95 min den Finaleinzug mit der Staffel.
2022 wurde Vilar brasilianischer Meister in der 4-mal-100-Meter-Staffel.

## Persönliche Bestzeiten
- 100 Meter: 10,32 s (+2,0 m/s), 12. Juni 2023 in Brasília
- 200 Meter: 20,57 s (−0,7 m/s), 2. Dezember 2021 in Cali
- 400 Meter: 45,38 s, 16. September 2023 in Bragança Paulista
  - 400 Meter (Halle): 47,33 s, 28. Januar 2024 in Cochabamba